# コシダカヒメモノアラガイ
コシダカヒメモノアラガイ（腰高姫物洗貝）、学名 Lymnaea truncatula は、有肺目モノアラガイ科に分類される巻貝の一種。日本では圃場整備などの影響により減少しているが、外来種の可能性が高いとも言われている。
「コシタカモノアラガイ」と表記した文献もある。また学名においてもシノニム（異名）が多く、Fossaria truncatula や Galba truncatula はその代表的なものである。

## 特徴
殻高5mm、殻幅2mm前後の長卵型で、殻口は殻高の約半分を占める。僅かながら臍孔が開き、また、軸唇は捩れない。殻表は成長脈を刻むのみ、殻色は褐色から薄茶色で半透明だが、生時はハブタエモノアラガイなどと同様に軟体の黒色が透けて見える上、泥などで汚れるため黒っぽく見える。蓋はない。
日本各地に分布するが、本種は外来種の可能性が高いとも言われている。ヨーロッパから1940年前後に観賞用の水草などに伴って移入したとされるが、詳細は不明である。世界各地に近似種が多いこと、小型で近似種との識別が難しいこと、モノアラガイ科全体としてあまり研究が進んでいないことなどから在来種の可能性も考えられる。
水田、湿地、沼などの止水域・半止水域に生息する。生態は不明な点が多く殆ど分かっていないが、他のモノアラガイ類と同様に藻類などを餌とする。雌雄同体で、寒天質の卵塊（寒天質の袋で被われた数個から数十個の卵の塊）を水草などに産み付ける。
非常に小型であることや、数も多くないことから何かに利用されることは殆ど無いと言って良い。また、ヒメモノアラガイと共に吸虫の一種である肝蛭（かんてつ）の中間宿主であるので、注意が必要である。

### 日本における保全状況
- 県別レッドリスト
  - 絶滅危惧I類 - 長野県
  - 情報不足 - 青森県、広島県
  - その他 - 岡山県（希少種）

圃場整備や水質の悪化により全国的に減少しているが、微小な種類のため生息地もつかみにくい。日本の環境省が作成した貝類レッドリストでは、2000年改訂版で一旦「情報不足（DD）」として掲載されたものの、2007年改訂版では絶滅危惧種の指定から外れた。